# Los Chulis
Los Chulis nacen como un proyecto alternativo del músico Enrique Bunbury que utiliza para grabar versiones de temas de otros, ya sea solo o en compañía de otros artistas. 
Enrique inició el proyecto en el descanso de la grabación de "El Viaje a Ninguna Parte", en la noche del catorce de febrero de 2004, propuso a sus artistas invitados grabar “The ballad of a thin man” de Bob Dylan. Tras la grabación del tema, los presentes firmaron un manifiesto donde se declaraba que Los Chulis distribuirían sus grabaciones gratuitamente en internet.
A las pocas semanas se grabó un segundo single “Barquito de nuez” tema que dedicaría a su sobrino que cumplía seis años. Confirmándose así la continuidad de Los Chulis.
Los Chulis no es un grupo fijo, siendo Bunbury el motor siempre presente en el proyecto. Algunos de los invitados han sido: Pedro Andreu, Mercedes Ferrer, Copi Corellano, Santi del Campo, Ana Belén Estaje, Rafa Domínguez, Nacho Mastretta, Dani Nel·lo, Jorge Rebenaque, Javi Iñigo, Javier García Vega.

## Canciones
- 2004-Ballad Of A Thin Man: Canción original compuesta por el cantante estadounidense Bob Dylan. Fue incluida en el álbum Highway 61 Revisited, Editado el 30 de agosto de 1965.

- 2004-Barquito de Nuez: Canción original compuesta por Francisco Gabilondo Soler Cri-Cri.

- 2005-En el alambre: Canción original "Bird on the Wire", compuesta por Leonard Cohen.

- 2005-La última curda: Canción original de La Orquesta Aníbal Troilo, cantada por Edmundo Rivero (08/08/1956 Buenos Aires)

- 2006-Hasta Siempre Comandante: Canción original del compositor cubano Carlos Puebla. La letra es una respuesta a la carta de despedida del Che Guevara, en el momento en que abandonó Cuba.

- 2006-Principiantes: Canción original "Absolute Begginers" de David Bowie,  traducida y adaptada al español.

- 2006-O'Malley del arrabal: Canción original de Terry Gilkyson, perteneciente a la banda sonora original de "Los Aristogatos".

- 2006-Rezaré: Música de la canción "Stand by Me" compuesta por Jerry Leiber y Mike Stoller e interpretada por Ben E. King y letra del roquero sevillano Silvio Fernández.

- 2006-Tragedia: Canción original de Marc Anthony

- 2007-Quiero ser como tú: Canción perteneciente a la banda sonora original de "El libro de la selva" .

- 2007-Redención: Canción original "Redemption Song" de Bob Marley,  traducida y adaptada al español.

- 2007-Frío: Canción de Distrito 14